# Pierre Rolland (joueur d'échecs)
Pour les articles homonymes, voir Pierre Rolland et Rolland.
Pierre Rolland est un joueur d'échecs français, né le 9 septembre 1926 à Bram (Aude) et mort le 10 février 1967 à Castelnau-Rivière-Basse dans les Hautes-Pyrénées. Il démarre les échecs à Bordeaux, à « L'échiquier d'Aquitaine » en 1944. Champion de France en 1956, il finit premier ex æquo du championnat de France en 1966 (battu au départage Sonneborn-Berger), deuxième en 1961 et 1962, deuxième ex æquo en 1965, troisième en 1959 et troisième ex æquo en 1963. Il remporta le championnat de Paris en 1955.
Lors du tournoi international disputé au Havre en 1966, Pierre Rolland, joueur non titré, battit deux grands maîtres internationaux (Aleksandar Matanović et Milko Bobotsov), annula contre les grands maîtres soviétiques (Nikolaï Kroguious et Lev Polougaïevski) et réalisa une norme de maître international. Il mourut l'année suivante dans un accident de voiture. Il était professeur de philosophie à Tarbes.

## Une partie
Aleksandar Matanović-Pierre Rolland, tournoi du Havre, 1966
1. e4 e6 2. d4 d5 3. Cc3 Fb4 4. e5 c5 5. a3 Fxc3+ 6. bxc3 Ce7 7. Dg4 Dc7 8. Dxg7 Tg8 9. Dxh7 cxd4 10. Ce2 Cbc6 11. f4 Fd7 12. Dd3 dxc3 13. Tb1 d4!? 14. Cxd4 Cxd4 15. Dxd4 Cf5 16. Df2 Dc6! 17. Tb4 Dd5! 18. Tg1 Fc6 19. Fd3! Td8! 20. Tc4 Th8! 21. h3 Ch4 22. Tc5 Da2! 23. Txc3 Da1 24. Rd2 Cf5 25. Tb3 Cd4 26. Tb4 Tg8! 27. h4? a5 28. Tc4 Fb5 29. Tc3 Fxd3 30. cxd3 b5? 31. g4! a4! 32. Dg2 Rf8 33. Df1 Rg7 34. f5 Tc8 35. Txc8 Txc8 36. fxe6? Cb3+ 37. Re2 Tc2+ 38. Fd2 Dxe5+ 39. Rf3 Cxd2+ 0-1 Les Blancs abandonnent.